# Wereldbeker biatlon 2011/2012
De IBU wereldbeker biatlon 2011/2012 (officieel: E.ON IBU World Cup Biathlon 2011/2012)ging van start op 30 november 2011 in het Zweedse Östersund en eindigde op 18 maart 2012 in het Russische Chanty-Mansiejsk. Het hoogtepunt van het seizoen waren de wereldkampioenschappen in Ruhpolding, Duitsland. Deze wedstrijden telden ook mee voor het wereldbekerklassement, dit in tegenstelling tot de sporten die onder de FIS-organisatie vallen.
De biatleet die aan het einde van het seizoen de meeste punten heeft verzameld is de eindwinnaar van de algemene wereldbeker. Ook per discipline wordt een apart wereldbekerklassement opgemaakt. De algemene wereldbeker werd dit seizoen gewonnen door de Fransman Martin Fourcade en de Duitse Magdalena Neuner.

## Deelnemers
Aan het deelnemersveld is dit seizoen niet veranderd ten opzichte van vorig jaar, toen het startveld werd ingekrompen. Enerzijds werd het aantal deelnemers per land beperkt, anderzijds werden de eisen aan de biatleten verscherpt. De IBU wil hiermee het algehele niveau van de wereldbeker verhogen, beter waarborgen dat tijdens een wedstrijd de biatleten dezelfde omstandigheden hebben en dat de gehele wedstrijd rechtstreeks op tv uitgezonden kan worden. 
Het aantal deelnemers per land hangt af van de resultaten van de vorige wereldbekers. De beste vijf landen uit het landenklassement mogen maximaal zes sporters inschrijven voor de individuele nummers, de volgende vijf landen vijf sporters enzovoorts. Daarnaast mogen drie wildcards worden vergeven, waardoor het maximaal aantal biatleten dat aan de start verschijnt, is beperkt tot 108.
Het aantal startplaatsen per land is als volgt:
Mannen
- 6 startplaatsen:  Noorwegen,  Rusland,  Oostenrijk,  Frankrijk,  Duitsland
- 5 startplaatsen:  Zweden,  Oekraïne,  Italië,  Tsjechië,  Slovenië
- 4 startplaatsen:  Wit-Rusland,  Zwitserland,  Verenigde Staten,  Canada,  Bulgarije
- 3 startplaatsen:  Estland,  Letland,  Finland,  Slowakije,  Polen
- 2 startplaatsen:  Japan,  Kazachstan,  Verenigd Koninkrijk,  China,  Servië
- 1 startplaatsen:  Zuid-Korea,  Litouwen,  Roemenië,  Kroatië,  Australië
- 0 startplaatsen:  Hongarije,  Moldavië,  Groenland,  Nederland,  Bosnië en Herzegovina,  Macedonië,  Turkije

Vrouwen
- 6 startplaatsen:  Duitsland,  Rusland,  Frankrijk,  Zweden,  Oekraïne
- 5 startplaatsen:  Wit-Rusland,  Noorwegen,  Italië,  Polen,  Slowakije
- 4 startplaatsen:  Finland,  Tsjechië,  Kazachstan,  Verenigde Staten,  Slovenië
- 3 startplaatsen:  Canada,  China,  Roemenië,  Estland,  Bulgarije
- 2 startplaatsen:  Letland,  Japan,  Zuid-Korea,  Oostenrijk,  Zwitserland
- 1 startplaatsen:  Andorra,  Verenigd Koninkrijk,  Argentinië,  Litouwen,  Nieuw-Zeeland
- 0 startplaatsen:  Nederland,  Moldavië,  Bosnië en Herzegovina,  Spanje

Landen met nul startplaatsen kunnen via een wildcard meedoen aan de wereldbeker.
De eisen aan de deelnemers zijn sinds het vorige seizoen verscherpt. Er mogen alleen biatleten meedoen die bij bepaalde wedstrijden in een bepaalde periode ten minste een keer op een achterstand van maximaal 15% ten opzichte van het gemiddelde van de top-3 zijn geëindigd. Eerder was dit nog 20%. Alle deelnemers aan de estafette moeten ook voldoen aan het individuele criteria.
Voor elke wedstrijdlocatie mogen landen twee extra biatleten aanmelden. Uit deze groep moeten de deelnemers op de individuele wedstrijden worden geselecteerd. 

## Mannen

### Kalender
| Datum                               | Plaats                             | Onderdeel             | Eerste                                                                      | Tweede                                                                        | Derde                                                                        |
| ----------------------------------- | ---------------------------------- | --------------------- | --------------------------------------------------------------------------- | ----------------------------------------------------------------------------- | ---------------------------------------------------------------------------- |
| 30/11/2011                          | Östersund                          | 20 km individueel     | Martin Fourcade                                                             | Michal Šlesingr                                                               | Simon Schempp                                                                |
| 02/12/2011                          | Östersund                          | 10 km sprint          | Carl Johan Bergman                                                          | Tarjei Bø                                                                     | Emil Hegle Svendsen                                                          |
| 04/12/2011                          | Östersund                          | 12,5 km achtervolging | Martin Fourcade                                                             | Emil Hegle Svendsen                                                           | Jaroslav Soukup                                                              |
| 09/12/2011                          | Hochfilzen                         | 10 km sprint          | Carl Johan Bergman                                                          | Andrej Makovejev                                                              | Benjamin Weger                                                               |
| 10/12/2011                          | Hochfilzen                         | 12,5 km achtervolging | Emil Hegle Svendsen                                                         | Tarjei Bø                                                                     | Benjamin Weger                                                               |
| 11/12/2011                          | Hochfilzen                         | 4 x 7,5 km estafette  | Noorwegen Rune Bratsveen Lars Berger Emil Hegle Svendsen Tarjei Bø          | Rusland Anton Sjipoelin Andrej Makovejev Jevgeni Oestjoegov Dmitri Malysjko   | Frankrijk Vincent Jay Simon Fourcade Alexis Bœuf Martin Fourcade             |
| 15/12/2011                          | Annecy-Le Grand-Bornand Hochfilzen | 10 km sprint          | Tarjei Bø                                                                   | Martin Fourcade                                                               | Timofej Lapsjin                                                              |
| 17/12/2011                          | Annecy-Le Grand-Bornand Hochfilzen | 12,5 km achtervolging | Andreas Birnbacher                                                          | Ole Einar Bjørndalen                                                          | Simon Fourcade                                                               |
| 05/01/2012                          | Oberhof                            | 4 x 7,5 km estafette  | Italië Christian De Lorenzi Markus Windisch Dominik Windisch Lukas Hofer    | Rusland Anton Sjipoelin Jevgeni Garanitsjev Jevgeni Oestjoegov Aleksej Volkov | Zweden Tobias Arvidsson Björn Ferry Fredrik Lindström Carl Johan Bergman     |
| 07/01/2012                          | Oberhof                            | 10 km sprint          | Arnd Peiffer                                                                | Simon Fourcade                                                                | Jevgeni Oestjoegov                                                           |
| 08/01/2012                          | Oberhof                            | 15 km massastart      | Andreas Birnbacher                                                          | Simon Fourcade                                                                | Emil Hegle Svendsen                                                          |
| 12/01/2012                          | Nové Město                         | 20 km individueel     | Andrej Makovejev                                                            | Emil Hegle Svendsen                                                           | Björn Ferry                                                                  |
| 14/01/2012                          | Nové Město                         | 10 km sprint          | Emil Hegle Svendsen                                                         | Simon Fourcade                                                                | Martin Fourcade                                                              |
| 15/01/2012                          | Nové Město                         | 12,5 km achtervolging | Anton Sjipoelin                                                             | Martin Fourcade Arnd Peiffer                                                  | niet uitgereikt                                                              |
| 20/01/2012                          | Antholz                            | 10 km sprint          | Fredrik Lindström                                                           | Jevgeni Garanitsjev                                                           | Martin Fourcade                                                              |
| 21/01/2012                          | Antholz                            | 15 km massastart      | Andreas Birnbacher                                                          | Anton Sjipoelin                                                               | Martin Fourcade                                                              |
| 22/01/2012                          | Antholz                            | 4 x 7,5 km estafette  | Frankrijk Jean-Guillaume Béatrix Simon Fourcade Alexis Bœuf Martin Fourcade | Duitsland Michael Rösch Andreas Birnbacher Florian Graf Arnd Peiffer          | Oostenrijk Simon Eder Tobias Eberhard Daniel Mesotitsch Dominik Landertinger |
| 02/02/2011                          | Oslo                               | 10 km sprint          | Jevgeni Garanitsjev                                                         | Arnd Peiffer                                                                  | Emil Hegle Svendsen                                                          |
| 04/02/2012                          | Oslo                               | 12,5 km achtervolging | Arnd Peiffer                                                                | Emil Hegle Svendsen                                                           | Jevgeni Garanitsjev                                                          |
| 05/02/2012                          | Oslo                               | 15 km massastart      | Emil Hegle Svendsen                                                         | Andreas Birnbacher                                                            | Jevgeni Garanitsjev                                                          |
| 11/02/2012                          | Kontiolahti                        | 10 km sprint          | Martin Fourcade                                                             | Timofej Lapsjin                                                               | Benjamin Weger                                                               |
| 12/02/2012                          | Kontiolahti                        | 12,5 km achtervolging | Ole Einar Bjørndalen                                                        | Martin Fourcade                                                               | Dmitri Malysjko                                                              |
|                                     |                                    |                       |                                                                             |                                                                               |                                                                              |
| Wereldkampioenschappen biatlon 2012 |                                    |                       |                                                                             |                                                                               |                                                                              |
| 03/03/2012                          | Ruhpolding                         | 10 km sprint          | Martin Fourcade                                                             | Emil Hegle Svendsen                                                           | Carl Johan Bergman                                                           |
| 04/03/2012                          | Ruhpolding                         | 12,5 km achtervolging | Martin Fourcade                                                             | Carl Johan Bergman                                                            | Anton Sjipoelin                                                              |
| 06/03/2012                          | Ruhpolding                         | 20 km individueel     | Jakov Fak                                                                   | Simon Fourcade                                                                | Jaroslav Soukup                                                              |
| 09/03/2012                          | Ruhpolding                         | 4 x 7,5 km estafette  | Noorwegen Ole Einar Bjørndalen Rune Bratsveen Tarjei Bø Emil Hegle Svendsen | Frankrijk Jean-Guillaume Béatrix Simon Fourcade Alexis Bœuf Martin Fourcade   | Duitsland Simon Schempp Andreas Birnbacher Michael Greis Arnd Peiffer        |
| 11/03/2012                          | Ruhpolding                         | 15 km massastart      | Martin Fourcade                                                             | Björn Ferry                                                                   | Fredrik Lindström                                                            |
|                                     |                                    |                       |                                                                             |                                                                               |                                                                              |
| 16/03/2012                          | Chanty-Mansiejsk                   | 10 km sprint          | Martin Fourcade                                                             | Arnd Peiffer                                                                  | Fredrik Lindström                                                            |
| 17/03/2012                          | Chanty-Mansiejsk                   | 12,5 km achtervolging | Martin Fourcade                                                             | Arnd Peiffer                                                                  | Emil Hegle Svendsen                                                          |
| 18/03/2012                          | Chanty-Mansiejsk                   | 15 km massastart      | Emil Hegle Svendsen                                                         | Arnd Peiffer                                                                  | Anton Sjipoelin                                                              |

### Eindstanden wereldbeker
| Algemene wereldbeker |                      |      |        |
| #                    | Naam                 | Land | Punten |
| 1                    | Martin Fourcade      | FRA  | 1100   |
| 2                    | Emil Hegle Svendsen  | NOR  | 1035   |
| 3                    | Andreas Birnbacher   | GER  | 837    |
| 4                    | Arnd Peiffer         | GER  | 736    |
| 5                    | Simon Fourcade       | FRA  | 716    |
| 6                    | Carl Johan Bergman   | SWE  | 685    |
| 7                    | Tarjei Bø            | NOR  | 680    |
| 8                    | Anton Sjipoelin      | RUS  | 637    |
| 9                    | Fredrik Lindström    | SWE  | 615    |
| 10                   | Michal Šlesingr      | CZE  | 602    |
| 11                   | Andrej Makovejev     | RUS  | 601    |
| 12                   | Jevgeni Garanitsjev  | RUS  | 585    |
| 13                   | Jevgeni Oestjoegov   | RUS  | 574    |
| 14                   | Lowell Bailey        | USA  | 553    |
| 15                   | Björn Ferry          | SWE  | 552    |
| 16                   | Ole Einar Bjørndalen | NOR  | 548    |
| 17                   | Jakov Fak            | SLO  | 545    |
| 18                   | Benjamin Weger       | SUI  | 536    |
| 19                   | Dmitri Malysjko      | RUS  | 498    |
| 20                   | Tim Burke            | USA  | 471    |

| Landenklassement |            |        |
| #                | Land       | Punten |
| 1                | Rusland    | 7070   |
| 2                | Frankrijk  | 7044   |
| 3                | Duitsland  | 6901   |
| 4                | Noorwegen  | 6712   |
| 5                | Zweden     | 6333   |
| 6                | Tsjechië   | 5816   |
| 7                | Oostenrijk | 5790   |
| 8                | Italië     | 5692   |

| Estafettes |             |        |
| #          | Land        | Punten |
| 1          | Frankrijk   | 198    |
| 2          | Noorwegen   | 190    |
| 3          | Rusland     | 189    |
| 4          | Duitsland   | 183    |
| 5          | Oostenrijk  | 166    |
| 6          | Italië      | 161    |
| 7          | Zweden      | 156    |
| 8          | Wit-Rusland | 130    |

| Wereldbeker 20 km individueel |                      |      |        |
| #                             | Naam                 | Land | Punten |
| 1                             | Simon Fourcade       | FRA  | 125    |
| 2                             | Jakov Fak            | SLO  | 113    |
| 3                             | Emil Hegle Svendsen  | NOR  | 108    |
| 4                             | Martin Fourcade      | FRA  | 107    |
| 5                             | Jaroslav Soukup      | CZE  | 99     |
| 6                             | Daniel Mesotitsch    | AUT  | 97     |
| 7                             | Michal Šlesingr      | CZE  | 92     |
| 8                             | Andreas Birnbacher   | GER  | 90     |
| 9                             | Dominik Landertinger | AUT  | 82     |
| 10                            | Simon Eder           | AUT  | 82     |

| Wereldbeker 10 km sprint |                     |      |        |
| #                        | Naam                | Land | Punten |
| 1                        | Martin Fourcade     | FRA  | 423    |
| 2                        | Emil Hegle Svendsen | NOR  | 378    |
| 3                        | Carl Johan Bergman  | SWE  | 287    |
| 4                        | Arnd Peiffer        | GER  | 270    |
| 5                        | Andrej Makovejev    | RUS  | 261    |
| 6                        | Tarjei Bø           | NOR  | 249    |
| 7                        | Jevgeni Oestjoegov  | RUS  | 248    |
| 8                        | Andreas Birnbacher  | GER  | 248    |
| 9                        | Fredrik Lindström   | SWE  | 235    |
| 10                       | Simon Fourcade      | FRA  | 231    |

| Wereldbeker 12,5 km achtervolging |                      |      |        |
| #                                 | Naam                 | Land | Punten |
| 1                                 | Martin Fourcade      | FRA  | 384    |
| 2                                 | Emil Hegle Svendsen  | NOR  | 348    |
| 3                                 | Arnd Peiffer         | GER  | 257    |
| 4                                 | Tarjei Bø            | NOR  | 257    |
| 5                                 | Ole Einar Bjørndalen | NOR  | 239    |
| 6                                 | Andreas Birnbacher   | GER  | 239    |
| 7                                 | Benjamin Weger       | SUI  | 230    |
| 8                                 | Carl Johan Bergman   | SWE  | 227    |
| 9                                 | Anton Sjipoelin      | RUS  | 224    |
| 10                                | Simon Fourcade       | FRA  | 201    |

| Wereldbeker 15 km massastart |                     |      |        |
| #                            | Naam                | Land | Punten |
| 1                            | Andreas Birnbacher  | GER  | 260    |
| 2                            | Emil Hegle Svendsen | NOR  | 218    |
| 3                            | Martin Fourcade     | FRA  | 202    |
| 4                            | Fredrik Lindström   | SWE  | 175    |
| 5                            | Anton Sjipoelin     | RUS  | 172    |
| 6                            | Simon Fourcade      | FRA  | 159    |
| 7                            | Dmitri Malysjko     | RUS  | 142    |
| 8                            | Arnd Peiffer        | GER  | 140    |
| 9                            | Carl Johan Bergman  | SWE  | 140    |
| 10                           | Jevgeni Garanitsjev | RUS  | 136    |

## Vrouwen

### Kalender
| Datum                               | Plaats                             | Onderdeel           | Eerste                                                                        | Tweede                                                                                     | Derde                                                                          |
| ----------------------------------- | ---------------------------------- | ------------------- | ----------------------------------------------------------------------------- | ------------------------------------------------------------------------------------------ | ------------------------------------------------------------------------------ |
| 01/12/2011                          | Östersund                          | 15 km individueel   | Darja Domratsjeva                                                             | Anna Maria Nilsson                                                                         | Magdalena Neuner                                                               |
| 03/12/2011                          | Östersund                          | 7,5 km sprint       | Magdalena Neuner                                                              | Tora Berger                                                                                | Kaisa Mäkäräinen                                                               |
| 04/12/2011                          | Östersund                          | 10 km achtervolging | Tora Berger                                                                   | Kaisa Mäkäräinen                                                                           | Magdalena Neuner                                                               |
| 09/12/2011                          | Hochfilzen                         | 7,5 km sprint       | Magdalena Neuner                                                              | Kaisa Mäkäräinen                                                                           | Olga Zajtseva                                                                  |
| 10/12/2011                          | Hochfilzen                         | 10 km achtervolging | Darja Domratsjeva                                                             | Olga Zajtseva                                                                              | Magdalena Neuner                                                               |
| 11/12/2011                          | Hochfilzen                         | 4 x 6 km estafette  | Noorwegen Fanny Horn Elise Ringen Synnøve Solemdal Tora Berger                | Frankrijk Marie-Laure Brunet Anaïs Bescond Sophie Boilley Marie Dorin Habert               | Rusland Svetlana Sleptsova Natalja Sorokina Anna Bogali-Titovets Olga Zajtseva |
| 16/12/2011                          | Annecy-Le Grand-Bornand Hochfilzen | 7,5 km sprint       | Olga Zajtseva                                                                 | Darja Domratsjeva                                                                          | Helena Ekholm                                                                  |
| 17/12/2011                          | Annecy-Le Grand-Bornand Hochfilzen | 10 km achtervolging | Olga Zajtseva                                                                 | Helena Ekholm                                                                              | Darja Domratsjeva                                                              |
| 04/01/2012                          | Oberhof                            | 4 x 6 km estafette  | Rusland Anna Bogali-Titovets Svetlana Sleptsova Olga Zajtseva Olga Viloechina | Noorwegen Fanny Horn Elise Ringen Synnøve Solemdal Tora Berger                             | Frankrijk Marie Dorin Habert Anaïs Bescond Marine Boillet Sophie Boilley       |
| 06/01/2012                          | Oberhof                            | 7,5 km sprint       | Magdalena Neuner                                                              | Darja Domratsjeva                                                                          | Olga Zajtseva                                                                  |
| 08/01/2012                          | Oberhof                            | 12,5 km massastart  | Magdalena Neuner                                                              | Tora Berger                                                                                | Andrea Henkel                                                                  |
| 11/01/2012                          | Nové Město                         | 15 km individueel   | Kaisa Mäkäräinen                                                              | Helena Ekholm                                                                              | Magdalena Neuner                                                               |
| 13/01/2012                          | Nové Město                         | 7,5 km sprint       | Olga Zajtseva                                                                 | Tora Berger                                                                                | Magdalena Neuner                                                               |
| 15/01/2012                          | Nové Město                         | 10 km achtervolging | Tora Berger                                                                   | Helena Ekholm                                                                              | Marie-Laure Brunet                                                             |
| 19/01/2012                          | Antholz                            | 7,5 km sprint       | Magdalena Neuner                                                              | Kaisa Mäkäräinen                                                                           | Darja Domratsjeva                                                              |
| 21/01/2012                          | Antholz                            | 4 x 6 km estafette  | Frankrijk Marie-Laure Brunet Sophie Boilley Anaïs Bescond Marie Dorin Habert  | Wit-Rusland Nadezjda Skardino Ljoedmila Kalintsjik Nastassia Doebarezava Darja Domratsjeva | Rusland Jekaterina Glazyrina Svetlana Sleptsova Olga Zajtseva Olga Viloechina  |
| 22/01/2012                          | Antholz                            | 12,5 km massastart  | Darja Domratsjeva                                                             | Anastasiya Kuzmina                                                                         | Magdalena Neuner                                                               |
| 02/02/2011                          | Oslo                               | 7,5 km sprint       | Magdalena Neuner                                                              | Darja Domratsjeva                                                                          | Tora Berger                                                                    |
| 04/02/2012                          | Oslo                               | 10 km achtervolging | Magdalena Neuner                                                              | Olga Zajtseva                                                                              | Darja Domratsjeva                                                              |
| 05/02/2012                          | Oslo                               | 12,5 km massastart  | Andrea Henkel                                                                 | Darja Domratsjeva                                                                          | Teja Gregorin                                                                  |
| 11/02/2012                          | Kontiolahti                        | 7,5 km sprint       | Magdalena Neuner                                                              | Kaisa Mäkäräinen                                                                           | Darja Domratsjeva                                                              |
| 12/02/2012                          | Kontiolahti                        | 10 km achtervolging | Kaisa Mäkäräinen                                                              | Magdalena Neuner                                                                           | Darja Domratsjeva                                                              |
|                                     |                                    |                     |                                                                               |                                                                                            |                                                                                |
| Wereldkampioenschappen biatlon 2012 |                                    |                     |                                                                               |                                                                                            |                                                                                |
| 03/03/2012                          | Ruhpolding                         | 7,5 km sprint       | Magdalena Neuner                                                              | Darja Domratsjeva                                                                          | Vita Semerenko                                                                 |
| 04/03/2012                          | Ruhpolding                         | 10 km achtervolging | Darja Domratsjeva                                                             | Magdalena Neuner                                                                           | Olga Viloechina                                                                |
| 07/03/2012                          | Ruhpolding                         | 15 km individueel   | Tora Berger                                                                   | Marie-Laure Brunet                                                                         | Helena Ekholm                                                                  |
| 10/03/2012                          | Ruhpolding                         | 4 x 6 km estafette  | Duitsland Tina Bachmann Magdalena Neuner Miriam Gössner Andrea Henkel         | Frankrijk Marie-Laure Brunet Sophie Boilley Anaïs Bescond Marie Dorin Habert               | Noorwegen Fanny Horn Elise Ringen Synnøve Solemdal Tora Berger                 |
| 11/03/2012                          | Ruhpolding                         | 12,5 km massastart  | Tora Berger                                                                   | Marie-Laure Brunet                                                                         | Kaisa Mäkäräinen                                                               |
|                                     |                                    |                     |                                                                               |                                                                                            |                                                                                |
| 16/03/2012                          | Chanty-Mansiejsk                   | 7,5 km sprint       | Magdalena Neuner                                                              | Vita Semerenko                                                                             | Darja Domratsjeva                                                              |
| 17/03/2012                          | Chanty-Mansiejsk                   | 10 km achtervolging | Darja Domratsjeva                                                             | Kaisa Mäkäräinen                                                                           | Vita Semerenko                                                                 |
| 18/03/2012                          | Chanty-Mansiejsk                   | 12,5 km massastart  | Darja Domratsjeva                                                             | Tora Berger                                                                                | Kaisa Mäkäräinen                                                               |

### Eindstanden
| Algemene wereldbeker |                      |      |        |
| #                    | Naam                 | Land | Punten |
| 1                    | Magdalena Neuner     | GER  | 1216   |
| 2                    | Darja Domratsjeva    | BLR  | 1188   |
| 3                    | Tora Berger          | NOR  | 1054   |
| 4                    | Kaisa Mäkäräinen     | FIN  | 1007   |
| 5                    | Helena Ekholm        | SWE  | 893    |
| 6                    | Olga Zajtseva        | RUS  | 857    |
| 7                    | Marie-Laure Brunet   | FRA  | 807    |
| 8                    | Andrea Henkel        | GER  | 806    |
| 9                    | Marie Dorin Habert   | FRA  | 749    |
| 10                   | Anastasiya Kuzmina   | SVK  | 721    |
| 11                   | Olga Viloechina      | RUS  | 667    |
| 12                   | Vita Semerenko       | UKR  | 622    |
| 13                   | Synnøve Solemdal     | NOR  | 606    |
| 14                   | Tina Bachmann        | GER  | 546    |
| 15                   | Teja Gregorin        | SLO  | 525    |
| 16                   | Svetlana Sleptsova   | RUS  | 511    |
| 17                   | Krystyna Palka       | POL  | 495    |
| 18                   | Anna Bogali-Titovets | RUS  | 428    |
| 19                   | Zina Kocher          | CAN  | 407    |
| 20                   | Michela Ponza        | ITA  | 385    |

| Landenklassement |             |        |
| #                | Land        | Punten |
| 1                | Rusland     | 7089   |
| 2                | Duitsland   | 7084   |
| 3                | Frankrijk   | 6857   |
| 4                | Noorwegen   | 6716   |
| 5                | Wit-Rusland | 6490   |
| 6                | Oekraïne    | 6143   |
| 7                | Zweden      | 5891   |
| 8                | Polen       | 5594   |

| Estafettes |             |        |
| #          | Land        | Punten |
| 1          | Frankrijk   | 216    |
| 2          | Noorwegen   | 205    |
| 3          | Rusland     | 192    |
| 4          | Duitsland   | 179    |
| 5          | Wit-Rusland | 177    |
| 6          | Oekraïne    | 146    |
| 7          | Polen       | 141    |
| 8          | Zweden      | 137    |

| Wereldbeker 15 km individueel |                    |      |        |
| #                             | Naam               | Land | Punten |
| 1                             | Helena Ekholm      | SWE  | 138    |
| 2                             | Kaisa Mäkäräinen   | FIN  | 116    |
| 3                             | Darja Domratsjeva  | BLR  | 116    |
| 4                             | Magdalena Neuner   | GER  | 114    |
| 5                             | Tora Berger        | NOR  | 108    |
| 6                             | Olga Zajtseva      | RUS  | 108    |
| 7                             | Marie Dorin Habert | FRA  | 107    |
| 8                             | Teja Gregorin      | SLO  | 86     |
| 9                             | Anastasiya Kuzmina | SVK  | 85     |
| 10                            | Olena Pidhroesjna  | UKR  | 83     |

| Wereldbeker 7,5 km sprint |                    |      |        |
| #                         | Naam               | Land | Punten |
| 1                         | Magdalena Neuner   | GER  | 571    |
| 2                         | Darja Domratsjeva  | BLR  | 471    |
| 3                         | Kaisa Mäkäräinen   | FIN  | 401    |
| 4                         | Tora Berger        | NOR  | 373    |
| 5                         | Olga Zajtseva      | RUS  | 334    |
| 6                         | Helena Ekholm      | SWE  | 317    |
| 7                         | Olga Viloechina    | RUS  | 274    |
| 8                         | Anastasiya Kuzmina | SVK  | 274    |
| 9                         | Andrea Henkel      | GER  | 271    |
| 10                        | Marie-Laure Brunet | FRA  | 264    |

| Wereldbeker 10 km achtervolging |                    |      |        |
| #                               | Naam               | Land | Punten |
| 1                               | Darja Domratsjeva  | BLR  | 392    |
| 2                               | Magdalena Neuner   | GER  | 372    |
| 3                               | Tora Berger        | NOR  | 361    |
| 4                               | Kaisa Mäkäräinen   | FIN  | 330    |
| 5                               | Olga Zajtseva      | RUS  | 313    |
| 6                               | Helena Ekholm      | SWE  | 295    |
| 7                               | Andrea Henkel      | GER  | 276    |
| 8                               | Marie-Laure Brunet | FRA  | 271    |
| 9                               | Marie Dorin Habert | FRA  | 246    |
| 10                              | Olga Viloechina    | RUS  | 219    |

| Wereldbeker 12,5 km massastart |                    |      |        |
| #                              | Naam               | Land | Punten |
| 1                              | Darja Domratsjeva  | BLR  | 250    |
| 2                              | Tora Berger        | NOR  | 241    |
| 3                              | Marie-Laure Brunet | FRA  | 198    |
| 4                              | Andrea Henkel      | GER  | 196    |
| 5                              | Kaisa Mäkäräinen   | FIN  | 187    |
| 6                              | Anastasiya Kuzmina | SVK  | 180    |
| 7                              | Magdalena Neuner   | GER  | 177    |
| 8                              | Marie Dorin Habert | FRA  | 172    |
| 9                              | Helena Ekholm      | SWE  | 169    |
| 10                             | Vita Semerenko     | UKR  | 136    |

## Gemengd

### Kalender
| Datum      | Plaats                             | Onderdeel                                | Eerste                                                                          | Tweede                                                                      | Derde                                                                    |
| ---------- | ---------------------------------- | ---------------------------------------- | ------------------------------------------------------------------------------- | --------------------------------------------------------------------------- | ------------------------------------------------------------------------ |
| 18/12/2011 | Annecy-Le Grand-Bornand Hochfilzen | 2 x 6 km + 2 x 7,5 km gemengde estafette | Rusland Olga Viloechina Olga Zajtseva Aleksej Volkov Anton Sjipoelin            | Tsjechië Veronika Vítková Gabriela Soukalová Ondřej Moravec Michal Šlesingr | Frankrijk Marie Dorin Habert Sophie Boilley Alexis Bœuf Simon Fourcade   |
| 10/02/2012 | Kontiolahti                        | 2 x 6 km + 2 x 7,5 km gemengde estafette | Frankrijk Sophie Boilley Anaïs Bescond Jean-Guillaume Béatrix Vincent Jay       | Oekraïne Natalja Boerdyga Olena Pidhroesjna Andrij Deryzemlja Sergij Sednev | Slowakije Jana Gereková Anastasiya Kuzmina Matej Kazár Miroslav Matiaško |
|            |                                    |                                          |                                                                                 |                                                                             |                                                                          |
| 01/03/2012 | Ruhpolding (WK)                    | 2 x 6 km + 2 x 7,5 km gemengde estafette | Noorwegen Tora Berger Synnøve Solemdal Ole Einar Bjørndalen Emil Hegle Svendsen | Slovenië Andreja Mali Teja Gregorin Klemen Bauer Jakov Fak                  | Duitsland Andrea Henkel Magdalena Neuner Andreas Birnbacher Arnd Peiffer |

### Eindstand
| Mixed wereldbeker |                  |        |       |
| #                 | Land             | Punten | Zeges |
| 01                | Rusland          | 143    | 1     |
| 02                | Frankrijk        | 138    | 1     |
| 03                | Duitsland        | 128    |       |
| 04                | Oekraïne         | 115    |       |
| 05                | Zweden           | 114    |       |
| 06                | Slowakije        | 113    |       |
| 07                | Tsjechië         | 112    |       |
| 08                | Wit-Rusland      | 103    |       |
| 09                | Italië           | 099    |       |
| 10                | Verenigde Staten | 094    |       |

1977/1978 · 
1978/1979 · 
1979/1980 · 
1980/1981 · 
1981/1982 · 
1982/1983 · 
1983/1984 · 
1984/1985 · 
1985/1986 · 
1986/1987 · 
1987/1988 · 
1988/1989 · 
1989/1990 · 
1990/1991 · 
1991/1992 · 
1992/1993 · 
1993/1994 · 
1994/1995 · 
1995/1996 · 
1996/1997 · 
1997/1998 · 
1998/1999 · 
1999/2000 · 
2000/2001 · 
2001/2002 · 
2002/2003 · 
2003/2004 · 
2004/2005 · 
2005/2006 · 
2006/2007 · 
2007/2008 · 
2008/2009 ·
2009/2010 ·
2010/2011 ·
2011/2012 ·
2012/2013 ·
2013/2014 ·
2014/2015 ·
2015/2016 ·
2016/2017 ·
2017/2018 ·
2018/2019 ·
2019/2020 ·
2020/2021 ·
2021/2022 ·
2022/2023 ·
2023/2024 ·
2024/2025
Alpineskiën ·
Biatlon ·
Bobsleeën ·
Freestyleskiën ·
Langlaufen ·
Noordse combinatie ·
Rodelen ·
Schaatsen (junioren) ·
Schansspringen ·
Shorttrack ·
Skeleton ·
Snowboarden